# Wolfgang Ziffer
Wolfgang Ziffer (* 26. Oktober 1941 in Wuppertal; † 12. Dezember 2022) war ein deutscher Synchronsprecher, Hörspielsprecher und Schauspieler. Zudem war er als Synchronregisseur und Dialogbuchautor tätig.

## Leben
Wolfgang Ziffer war nur selten in Film und Fernsehen zu sehen, daher war seine hohe, markante Stimme bekannter. So setzte er sie auch häufiger für die Synchronisation von Zeichentrickfilmen ein. Er sprach beispielsweise Roger Rabbit, Calimero, den Raben Rocco in der Hörspielreihe Xanti, den Raben Gulliver in der Hörspielreihe und Fernsehserie Benjamin Blümchen oder den Papagei Jago in Aladdin. In verschiedenen Disney-Produktionen übernahm er die Synchronisation des Streifenhörnchens Chap. Häufig sprach er Roboter, so zum Beispiel Nummer 5 in Nummer 5 lebt!, V.I.N.CENT. in Das schwarze Loch oder C3PO in den Star-Wars-Episoden 1 bis 3, Star Wars: Clone Wars, The Clone Wars und Rebels. Außerdem sprach er Die Möwe Jonathan.
In der Fernsehserie Trio mit vier Fäusten lieh er Thom Bray seine Stimme, des Weiteren synchronisierte er auch Michael Keaton, Terry Jones und William Wise. Er lieh seine Stimme auch Corporal Peter Newkirk in der US-Serie Ein Käfig voller Helden.
Wolfgang Ziffer lebte mit seiner zweiten Ehefrau in Kleinmachnow bei Berlin. Zuvor war er mit seiner Schauspielkollegin Edeltraut Elsner verheiratet, die gemeinsame Tochter Julia Ziffer ist ebenfalls Synchronsprecherin.

## Filmografie
- 1973: Werwölfe
- 1974: Ermittlungen gegen Unbekannt
- 1975: Rund um die Uhr
- 1975: Kommissariat 9 – Potemkin lässt grüßen
- 1977: Die drei Klumberger
- 1981: Ein Zug nach Manhattan
- 1982: Drei Damen vom Grill
- 1987: Laus im Pelz
- 1988: In einem Land vor unserer Zeit
- 1994: Weltings vom Hauptbahnhof – Die Scheidung auf Kölsch
- 1999: Gestern ist nie vorbei
- 1999: Alphamann: Amok
- 2001: Opferlamm – Zwischen Liebe und Haß
- 2002: Rosa Roth – Geschlossene Gesellschaft

## Hörspiele (Auswahl)
- 2006–2007 (Komplett Veröffentlichung 2007): Star Wars: Labyrinth des Bösen (nach dem Roman von James Luceno) als C-3PO und TC-16 – Buch und Regie: Oliver Döring – ISBN 978-3-8291-2087-6 (Audible: 2019)
- 2008: Star Wars: Dark Lord (Nach dem Roman Dunkler Lord – Der Aufstieg des Darth Vader von James Luceno) als C-3PO – Buch und Regie: Oliver Döring
- 2020 (Audible): Star Wars – Die Dunkle Bedrohung. Das Original-Hörspiel zum Kinofilm
- 2020 (Audible): Star Wars – Angriff der Klonkrieger. Das Original-Hörspiel zum Kinofilm

## Synchronrollen (Auswahl)
James Woods
- 1972: als Lieutenant Wyatt in Magnum Heat
- 1976: als Crainpool in Liebe und andere Verbrechen

Roddy McDowall
- 1977: als Mr. Stallwood in Die Katze aus dem Weltraum
- 1979: als V.I.N.CENT. in Das schwarze Loch

Bob Balaban
- 1980: als Arthur Rosenberg in Der Höllentrip
- 1981: als Carter Hill in Ist das nicht mein Leben?

Eva Almos
- 1985: als Freundschaftsbärchi in Der Glücksbärchifilm
- 1987: als Bunny Sauseherz in Glücksbärchis Abenteuer im Wunderland

Kenji Utsumi
- 1986–1988: als Shenlong in Dragon Ball–Filmen
- 1989–1991: als Shenlong in Dragon Ball Z–Filmen

Anthony Daniels
- 1999: als C-3PO in Star Wars: Episode I – Die dunkle Bedrohung
- 2008: als C-3PO in Star Wars: The Clone Wars
- 2014–2015: als C-3PO in Star Wars Rebels

### Filme
- 1968: Dudley Moore als Rupert Street in Trau keinem über 30
- 1970: Ronnie Corbett als Herbert Russell in Die eine will’s, die andere nicht
- 1973: Jared Martin als Techniker in Westworld
- 1975: Terry Jones als Prinz Herbert in Die Ritter der Kokosnuß
- 1977: Naoyuki Sugano als Brille in Der Tiger von Osaka
- 1977: Ottaviano Dell’Acqua als John, der Entführer in Das Concorde Inferno
- 1980: Frith Banbury als Babyface Fitzroy in Leben und Sterben des Colonel Blimp
- 1981: Paul Grau als Karatetrainer Linus in Mad Foxes – Feuer auf Räder
- 1982: François Cluzet als Jeantet in Die Fantome des Hutmachers
- 1982: Michael Decker als Bob Morrison (jung) in Wenn ich dich wiedersehe
- 1983: Scott Paulin als Deke Slayton in Der Stoff, aus dem die Helden sind
- 1984: Michel Blanc als Denis in Zwei Fische auf dem Trockenen
- 1985: Louis Hayward als Stephen Byrne in Das Todeshaus am Fluß
- 1987: Larry Marshall als Mickey in Panik im Needle Park
- 1992: Gilbert Gottfried als Jago, der Pagagei in Aladdin
- 1993: Didier Bénureau als Beauvin in Die Besucher
- 1988–2015: Will Ryan und Jeff Bennett als Petrie in In einem Land vor unserer Zeit–Filmreihe
- 1998: Toby Jones als Königlicher Diener in Auf immer und ewig
- 1998: Mark Saban als Augustine Philips in Shakespeare in Love
- 2004: Ramzy Bedia als Averell Dalton in Die Daltons gegen Lucky Luke
- 2009: Ari Hoptman als Arlen Finkle in A Serious Man
- 2011: James Saito als chinesischer Amtsträger in Too Big to Fail – Die große Krise
- 2016: Des Keogh als Barnaby in Sing Street
- 2020: Joe Pantoliano als Captain C. Howard in Bad Boys for Life

### Serien
- 1962–1965: Alan Young als Wilbur Post in Mr. Ed
- 1966: David Healy als Hal Ward in Simon Templar
- 1966: Voorheis J. Ardoin als Mann im Leichenschauhaus in Dezernat M
- 1976–1982: Fred Grandy als Burl 'Gopher' Smith in Love Boat
- 1979: Charles Aidman als Ralph M. Meadows in Josh
- 1980–1989: Mel Blanc als Dino in Familie Feuerstein
- 1984–1986: Thom Bray als Murray 'Boz' Bozinsky in Trio mit vier Fäusten
- 1985: Harvey Jason als Grant Lewellen in Ein Colt für alle Fälle
- 1986: Ron Hayes als Orville Kilroy in High Chaparral
- 1989: Armand Alzamora als Eduardo El Montalban in Bonanza
- 1994: Richard Dawson als Corporal Peter Newkirk in Ein Käfig voller Helden
- 2012: Tzi Ma als Mr. Chi in Hawaii Five-0
- 2013: Michael Des Barres als Icepick in The Finder
- 2017: Richard Binsley als Mr. Squiggles in Die ZhuZhus
- 2018–2019: Andrew Sellon als Arthur Penn / Ventriloquist & Scarface in Gotham